# Мејси (Индијана)
Мејси (енгл. Macy) град је у америчкој савезној држави Индијана.

## Демографија
По попису из 2010. године број становника је 209, што је 39 (-15,7%) становника мање него 2000. године.
| Група             | 2000.       | 2010.       |
| Белци             | 239 (96,4%) | 205 (98,1%) |
| Афроамериканци    | 0 (0,0%)    | 1 (0,5%)    |
| Азијати           | 1 (0,4%)    | 0 (0,0%)    |
| Хиспаноамериканци | 4 (1,6%)    | 0 (0,0%)    |
| Укупно            | 248         | 209         |